# Alvar Montelius
Alvar Henning Montelius, född 2 september 1880 i Sankt Nicolai församling, Stockholm, död 2 mars 1949 i Danderyds församling, Stockholms län, var en svensk jurist. Han var son till Henning Montelius och far till Jan-Christian Montelius.
Montelius blev juris kandidat 1914 och juris doktor 1918 med avhandlingen Om försökslärans objekt 1918. Han blev assessor i Svea hovrätt 1924, hovrättsråd 1931 och revisionssekreterare 1932. Montelius hade ett flertal uppdrag inom Justitiedepartementet i straffrättsliga ärenden. År 1936 blev han häradshövding i Folkungabygdens domsaga. Montelius är begravd på Djursholms begravningsplats.